# Alma Jodorowsky
Alma Jodorowsky (Parigi, 26 settembre 1991) è un'attrice, modella e cantautrice francese.

## Biografia
Alma è la nipote di Alejandro Jodorowsky, regista cinematografico e artista cileno di origini ebraiche-ucraine naturalizzato francese, e figlia dell'attore Brontis Jodorowsky, nato dalla relazione del regista cileno con la politica Bernadette Landru, morta nel 1983 in un incidente aereo in circostanze poco chiare. Ha frequentato un corso di recitazione presso la New York Film Academy e nel 2013 si è diplomata alla Studio-théâtre d'Asnières in Francia.

## Carriera

### Modella
Alma ha iniziato la sua carriera come modella apparendo in alcune riviste quali Marie Claire e L'Officiel. Nel 2011 è testimonial del brand newyorkese Opening Ceremony. Nel 2013 Snatch Magazine la fotografa in copertina fra le tredici giovani promesse dell'anno. Nello stesso anno, Karl Lagerfeld la sceglie per la sua esibizione di fotografie, The Little Black Jacket Revisited, tenutasi a Dubai e a Singapore in onore della celebre giacca nera realizzata da Coco Chanel. È stata inoltre protagonista del cortometraggio promozionale di Chaumet, casa di lusso francese produttrice di gioielli e orologi.
Dal 2014 è ambasciatrice di Lancôme. Successivamente a questo incarico è apparsa nelle copertine delle più importanti riviste di moda come Vogue, Elle, Marie Claire e Grazia. Nel 2016 il brand spagnolo Mango la sceglie fra i testimonial della sua campagna Journeys.

### Attrice
A livello cinematografico Alma Jodorowsky ha esordito nel cast principale del film francese Eyes Find Eyes. Successivamente ha preso parte al film La vita di Adele, vincitore al Festival di Cannes 2013. In Inghilterra ha girato una commedia intitolata Kids in Love, dove interpreta la protagonista al fianco di Will Poulter, Sebastian de Souza e la top model Cara Delevingne.

### Musicista
Alma Jodorowsky è frontman della pop band francese Burning Peacocks, per la quale canta, scrive i testi e dirige i videoclip. Il primo album intitolato Love Reaction è uscito nel 2016.

## Agenzie
- NEXT Model Management – Parigi, New York

## Campagne pubblicitarie
- Opening Ceremony P/E (2011)
- Proud to be late, di Chaumet (2013)
- Lancôme A/I (2014)
- Journeys, di Mango (2016)

## Filmografia parziale
- Eyes Find Eyes (2011)
- Sea, no Sex and Sun (2012)
- La vita di Adele (La vie d'Adèle), regia di Abdellatif Kechiche (2012)
- La vita davanti (La vie devant elles) – serie TV, 12 episodi (2015–2017)
- Kids in Love, regia di Chris Foggin (2016)
- Il cielo stellato sopra di me (Le ciel étoilé au-dessus de ma tête), regia di Ilan Klipper (2017)
- Silent Land (Cicha ziemia), regia di Agnieszka Woszczynska (2021)
- Colpo di dadi (Un coup de dés), regia di Yvan Attal  (2023)

## Doppiatrici italiane
Nelle versioni in italiano dei suoi film, Alma è stata doppiata da:
- Chiara Gioncardi in La vita di Adele [12]